# Sphingonaepiopsis kuldjaensis
Sphingonaepiopsis kuldjaensis är en fjärilsart som beskrevs av Ludwig Carl Friedrich Graeser 1892. Sphingonaepiopsis kuldjaensis ingår i släktet Sphingonaepiopsis och familjen svärmare. Inga underarter finns listade i Catalogue of Life.